# تريدستون
تريدستون هو مسلسل درامي أمريكي، مرتبط بسلسلة أفلام بورن. بث على يو إس إيه نيتورك في 24 سبتمبر 2019.

## القصة
وهو مشروع يدعى تريدستون، مسؤول عن صنع الجاسوس الشهير جيسون بورن، يحول انتباههم إلى برتوكول جديد لتطوير قتلة لديهم قوات خارقة لا يمكن ردعهم، ويتبع المسلسل عملاء نائمون في جميع أنحاء العالم بعدها "يستيقظون في ظروف غامضة لاستئناف مهامهم القاتلة"، ويحطمون شخصيات هؤلاء القتلة، ويتم محو ذكرياتهم، وأزالة قواعدهم الأخلاقية حتى يتمكنوا من قتل الأهداف في جميع أنحاء العالم بشكل فعال.

## روابط خارجية
- تريدستون على موقع IMDb (الإنجليزية)
- تريدستون على موقع روتن توميتوز (الإنجليزية)
- تريدستون على موقع فيلمافينيتي (الإسبانية)
- تريدستون على موقع كينوبويسك (الروسية)
- تريدستون على موقع ألو سيني (الفرنسية)
- تريدستون على موقع قاعدة بيانات الفيلم (الإنجليزية)